# Globus (groupe)
Pour les articles homonymes, voir Globus (homonymie).
Globus est un groupe américain de musique de bande-annonce, originaire de Santa Monica, en Californie. Formé par le studio de musique de bandes-annonces Immediate Music, le groupe compte plusieurs compositeurs, producteurs, musiciens et chanteurs. Les compositeurs principaux sont Yoav Goren et Jeffrey Fayman, fondateurs d’Immediate Music. Les chansons de Globus sont le plus souvent des musiques orchestrales et épiques d’Immediate Music reprises dans un style plus rock.

## Histoire

### Epicon
Globus est formé en 2006 en réponse à un afflux de demandes de rendre les musiques d’Immediate Music disponibles au public au travers de la commercialisation d’un CD. La première mondiale de Globus a lieu au Wembley Arena à Londres, le 26 juillet 2006. L’album Epicon est commercialisé en août de la même année. Mark Richardson de Feeder est batteur, de même que Gregg Bissonette, tandis que Matt Bissonette, le frère de ce dernier, est à la guitare basse.
Anneke van Giersbergen, qui a chanté lors de concerts avec Within Temptation, est la chanteuse de Mighty Rivers Run et Diem Ex Dei.

### Trailer Music Live
Le 27 juin 2009, Globus est en concert à Santa Monica, en Californie. Le concert, appelé Trailer Music Live, est le premier de son genre car il n’y aura pas seulement Globus, mais Immediate Music y jouera aussi les originaux des musiques de leurs différentes commercialisations, comme Trailerhead.
Yoav Goren, le cogérant et compositeur d’Immediate Music, dit à propos du prochain concert: « Cet événement a été reçu avec un tel enthousiasme à Londres que nous nous sommes sentis contraints de jouer aux États-Unis. Trailer Music Live est vraiment une expérience live unique pour les fans de films de tous les âges; y figurera un large orchestre, un chœur et un groupe de rock amenant cette musique  de film émotionnelle et épique directement des écrans sur les planches. »

### Break from This World
Globus sort son deuxième album Break from This World le 26 août 2011. Le premier single de celui-ci est Wyatt Earth. Dans les années qui suivent, l'activité du groupe décline.

### Retour
À la mi-2018, le groupe annonce son retour en studio. Le 4 novembre 2020, une interprétation de Gimme Some Truth (1971) de John Lennon est publiée ; il s'agit du premier enregistrement studio du groupe depuis plus de 9 ans, et le premier d'une soi-disant trilogie de reprises Election 2020.
Le 25 février 2022, le groupe sort You and I interprété par Dann Pursey comme premier des trois singles pour un troisième album studio Cinematica, qui sort le 14 octobre 2022.

## Discographie
- 2006 : Epicon
- 2009 : Epic Live !
- 2011 : Break from This World
- 2022 : Cinematica
- 2024 : Unforgiven